# Корн (Оклахома)
Корн (енгл. Corn) град је у америчкој савезној држави Оклахома.

## Демографија
По попису из 2010. године број становника је 503, што је 88 (-14,9%) становника мање него 2000. године.
| Група             | 2000.       | 2010.       |
| Белци             | 536 (90,7%) | 457 (90,9%) |
| Афроамериканци    | 2 (0,3%)    | 1 (0,2%)    |
| Азијати           | 0 (0,0%)    | 0 (0,0%)    |
| Хиспаноамериканци | 27 (4,6%)   | 32 (6,4%)   |
| Укупно            | 591         | 503         |